# Old Town Road
Old Town Road is een nummer van de Amerikaanse rapper Lil Nas X. Het werd uitgebracht op 3 december 2018.

## Achtergrond
In de zomer van 2018 besloot Lil Nas X te stoppen met school, om zich volledig te richten op zijn muziekcarrière. Zijn ouders waren hier niet blij mee en als gevolg trok hij in bij zijn zus. Vanuit haar huis probeerde hij zijn muziek te promoten via het internet. Het idee om Old Town Road te schrijven kreeg Lil Nas X ook hier. Hij vertelde dat hij voelde dat hij geen opties meer had, nu ook de relatie met zijn zus verslechterde. Terwijl hij met het nummer bezig was, besloot hij er echter een andere draai aan te geven en de 'old town road' een symbool voor succes te maken.
Old Town Road is geproduceerd door de Nederlandse producer YoungKio. Hij maakte de beat van het nummer en plaatste deze op een website waar artiesten beats kunnen kopen. Lil Nas X kocht de beat die YoungKio had gemaakt en gebruikte hem voor Old Town Road. De beat bevat een sample van de Amerikaanse band Nine Inch Nails.

## Ontvangst
Na de uitgave van Old Town Road in december 2018 was er eerst weinig aandacht voor het nummer. Dit veranderde toen het nummer populair werd op de app TikTok in februari 2019. Kort daarna kwam het binnen op de Billboard Hot 100, de belangrijkste hitlijst van de Verenigde Staten. Op 13 april 2019 stond Old Town Road bovenaan deze lijst. Doordat het zeventien weken later, in de lijst van de week van 3 augustus 2019, nog steeds op nummer één stond, is het het nummer dat het langst op die plek heeft gestaan.
In Nederland belandde het nummer op de eerste positie in de Single Top 100, terwijl het in de Nederlandse Top 40 de vijfde plek bereikte. In België stond het nummer bovenaan de Ultratop 50 en kwam het tot de tweede plaats in de Radio 2 Top 30.

### BillboardHot Country Songs
Ook de Hot Country Songs-lijst van Billboard werd bereikt door Old Town Road. Het nummer kwam binnen op 16 maart 2019 op de 19e plek. De volgende week was het echter al niet meer op de lijst te vinden, doordat Billboard het nummer gediskwalificeerd had voor de country-hitlijst. Volgens de muziekorganisatie voldeed Old Town Road niet aan de criteria om als countrynummer aangeduid te worden. Deze beslissing werd door veel mensen bekritiseerd. Sommige zeiden zelfs dat het te maken zou hebben met Lil Nas X's huidskleur. De countrymuziek wordt over het algemeen gedomineerd door blanke artiesten. Naar aanleiding hiervan gaf Billboard een verklaring uit dat hun beslissing niks met het ras van Lil Nas X te maken gehad zou hebben.
Lil Nas X kreeg na de uitsluiting van zijn nummer steun van meerdere country-artiesten, waaronder Meghan Linsey en Billy Ray Cyrus. Samen met Cyrus maakte Lil Nas X een remix van het nummer.

## Awards en nominaties
Een overzicht van de belangrijkste awards en nominaties voor het nummer:
| Jaar | Awards                 | Categorie                        | Resultaat   |
| ---- | ---------------------- | -------------------------------- | ----------- |
| 2019 | American Music Awards  | Collaboration of the Year        | Genomineerd |
| 2019 | American Music Awards  | Favorite Song — Rap/Hip-Hop      | Gewonnen    |
| 2019 | American Music Awards  | Favorite Music Video             | Genomineerd |
| 2019 | Apple Music Awards     | Song of the Year                 | Gewonnen    |
| 2019 | BET Hip Hop Awards     | Single of the Year               | Gewonnen    |
| 2019 | BET Hip Hop Awards     | Best Collab, Duo or Group        | Gewonnen    |
| 2019 | MTV Video Music Awards | Song of the Year                 | Gewonnen    |
| 2019 | MTV Video Music Awards | Song of Summer                   | Genomineerd |
| 2019 | MTV Video Music Awards | Video of the Year                | Genomineerd |
| 2019 | MTV Video Music Awards | Best Hip-Hop Video               | Genomineerd |
| 2019 | MTV Video Music Awards | Best Collaboration               | Genomineerd |
| 2019 | MTV Video Music Awards | Best Direction                   | Gewonnen    |
| 2019 | MTV Video Music Awards | Best Wow Video                   | Genomineerd |
| 2019 | MTV Video Music Awards | Best Art Direction               | Genomineerd |
| 2019 | UK Music Video Awards  | Best Urban Video – International | Genomineerd |
| 2020 | Grammy Awards          | Record of the Year               | Genomineerd |
| 2020 | Grammy Awards          | Best Pop Duo/Group Performance   | Gewonnen    |
| 2020 | Grammy Awards          | Best Music Video                 | Gewonnen    |
| 2020 | Billboard Music Awards | Top Hot 100 Song                 | Gewonnen    |
| 2020 | Billboard Music Awards | Top Streaming Song               | Gewonnen    |
| 2020 | Billboard Music Awards | Top Selling Song                 | Gewonnen    |
| 2020 | Billboard Music Awards | Top Collaboration (fan-voted)    | Genomineerd |
| 2020 | Billboard Music Awards | Top Rap Song                     | Gewonnen    |

## Hitnoteringen

### Nederlandse Top 40
| Hitnotering: 20-04-2019 t/m 14-09-2019 | Hitnotering: 20-04-2019 t/m 14-09-2019 | Hitnotering: 20-04-2019 t/m 14-09-2019 | Hitnotering: 20-04-2019 t/m 14-09-2019 | Hitnotering: 20-04-2019 t/m 14-09-2019 | Hitnotering: 20-04-2019 t/m 14-09-2019 | Hitnotering: 20-04-2019 t/m 14-09-2019 | Hitnotering: 20-04-2019 t/m 14-09-2019 | Hitnotering: 20-04-2019 t/m 14-09-2019 | Hitnotering: 20-04-2019 t/m 14-09-2019 | Hitnotering: 20-04-2019 t/m 14-09-2019 | Hitnotering: 20-04-2019 t/m 14-09-2019 | Hitnotering: 20-04-2019 t/m 14-09-2019 | Hitnotering: 20-04-2019 t/m 14-09-2019 | Hitnotering: 20-04-2019 t/m 14-09-2019 | Hitnotering: 20-04-2019 t/m 14-09-2019 | Hitnotering: 20-04-2019 t/m 14-09-2019 | Hitnotering: 20-04-2019 t/m 14-09-2019 | Hitnotering: 20-04-2019 t/m 14-09-2019 | Hitnotering: 20-04-2019 t/m 14-09-2019 | Hitnotering: 20-04-2019 t/m 14-09-2019 | Hitnotering: 20-04-2019 t/m 14-09-2019 | Hitnotering: 20-04-2019 t/m 14-09-2019 | Hitnotering: 20-04-2019 t/m 14-09-2019 |
| Week:                                  | 1                                      | 2                                      | 3                                      | 4                                      | 5                                      | 6                                      | 7                                      | 8                                      | 9                                      | 10                                     | 11                                     | 12                                     | 13                                     | 14                                     | 15                                     | 16                                     | 17                                     | 18                                     | 19                                     | 20                                     | 21                                     | 22                                     |                                        |
| -------------------------------------- | -------------------------------------- | -------------------------------------- | -------------------------------------- | -------------------------------------- | -------------------------------------- | -------------------------------------- | -------------------------------------- | -------------------------------------- | -------------------------------------- | -------------------------------------- | -------------------------------------- | -------------------------------------- | -------------------------------------- | -------------------------------------- | -------------------------------------- | -------------------------------------- | -------------------------------------- | -------------------------------------- | -------------------------------------- | -------------------------------------- | -------------------------------------- | -------------------------------------- | -------------------------------------- |
| Positie:                               | 32                                     | 11                                     | 7                                      | 5                                      | 5                                      | 7                                      | 13                                     | 16                                     | 17                                     | 19                                     | 23                                     | 25                                     | 29                                     | 29                                     | 32                                     | 29                                     | 23                                     | 20                                     | 20                                     | 27                                     | 33                                     | 40                                     | uit                                    |

### NederlandseSingle Top 100
| Hitnotering: (week 1 t/m 39) 30-03-2019 t/m 21-12-2019 Hitnotering: (week 40 t/m 48) 04-01-2020 t/m 29-02-2020 Hitnotering: (week 49 t/m 50) 21-03-2020 t/m 28-03-2020 | Hitnotering: (week 1 t/m 39) 30-03-2019 t/m 21-12-2019 Hitnotering: (week 40 t/m 48) 04-01-2020 t/m 29-02-2020 Hitnotering: (week 49 t/m 50) 21-03-2020 t/m 28-03-2020 | Hitnotering: (week 1 t/m 39) 30-03-2019 t/m 21-12-2019 Hitnotering: (week 40 t/m 48) 04-01-2020 t/m 29-02-2020 Hitnotering: (week 49 t/m 50) 21-03-2020 t/m 28-03-2020 | Hitnotering: (week 1 t/m 39) 30-03-2019 t/m 21-12-2019 Hitnotering: (week 40 t/m 48) 04-01-2020 t/m 29-02-2020 Hitnotering: (week 49 t/m 50) 21-03-2020 t/m 28-03-2020 | Hitnotering: (week 1 t/m 39) 30-03-2019 t/m 21-12-2019 Hitnotering: (week 40 t/m 48) 04-01-2020 t/m 29-02-2020 Hitnotering: (week 49 t/m 50) 21-03-2020 t/m 28-03-2020 | Hitnotering: (week 1 t/m 39) 30-03-2019 t/m 21-12-2019 Hitnotering: (week 40 t/m 48) 04-01-2020 t/m 29-02-2020 Hitnotering: (week 49 t/m 50) 21-03-2020 t/m 28-03-2020 | Hitnotering: (week 1 t/m 39) 30-03-2019 t/m 21-12-2019 Hitnotering: (week 40 t/m 48) 04-01-2020 t/m 29-02-2020 Hitnotering: (week 49 t/m 50) 21-03-2020 t/m 28-03-2020 | Hitnotering: (week 1 t/m 39) 30-03-2019 t/m 21-12-2019 Hitnotering: (week 40 t/m 48) 04-01-2020 t/m 29-02-2020 Hitnotering: (week 49 t/m 50) 21-03-2020 t/m 28-03-2020 | Hitnotering: (week 1 t/m 39) 30-03-2019 t/m 21-12-2019 Hitnotering: (week 40 t/m 48) 04-01-2020 t/m 29-02-2020 Hitnotering: (week 49 t/m 50) 21-03-2020 t/m 28-03-2020 | Hitnotering: (week 1 t/m 39) 30-03-2019 t/m 21-12-2019 Hitnotering: (week 40 t/m 48) 04-01-2020 t/m 29-02-2020 Hitnotering: (week 49 t/m 50) 21-03-2020 t/m 28-03-2020 | Hitnotering: (week 1 t/m 39) 30-03-2019 t/m 21-12-2019 Hitnotering: (week 40 t/m 48) 04-01-2020 t/m 29-02-2020 Hitnotering: (week 49 t/m 50) 21-03-2020 t/m 28-03-2020 | Hitnotering: (week 1 t/m 39) 30-03-2019 t/m 21-12-2019 Hitnotering: (week 40 t/m 48) 04-01-2020 t/m 29-02-2020 Hitnotering: (week 49 t/m 50) 21-03-2020 t/m 28-03-2020 | Hitnotering: (week 1 t/m 39) 30-03-2019 t/m 21-12-2019 Hitnotering: (week 40 t/m 48) 04-01-2020 t/m 29-02-2020 Hitnotering: (week 49 t/m 50) 21-03-2020 t/m 28-03-2020 | Hitnotering: (week 1 t/m 39) 30-03-2019 t/m 21-12-2019 Hitnotering: (week 40 t/m 48) 04-01-2020 t/m 29-02-2020 Hitnotering: (week 49 t/m 50) 21-03-2020 t/m 28-03-2020 | Hitnotering: (week 1 t/m 39) 30-03-2019 t/m 21-12-2019 Hitnotering: (week 40 t/m 48) 04-01-2020 t/m 29-02-2020 Hitnotering: (week 49 t/m 50) 21-03-2020 t/m 28-03-2020 | Hitnotering: (week 1 t/m 39) 30-03-2019 t/m 21-12-2019 Hitnotering: (week 40 t/m 48) 04-01-2020 t/m 29-02-2020 Hitnotering: (week 49 t/m 50) 21-03-2020 t/m 28-03-2020 | Hitnotering: (week 1 t/m 39) 30-03-2019 t/m 21-12-2019 Hitnotering: (week 40 t/m 48) 04-01-2020 t/m 29-02-2020 Hitnotering: (week 49 t/m 50) 21-03-2020 t/m 28-03-2020 | Hitnotering: (week 1 t/m 39) 30-03-2019 t/m 21-12-2019 Hitnotering: (week 40 t/m 48) 04-01-2020 t/m 29-02-2020 Hitnotering: (week 49 t/m 50) 21-03-2020 t/m 28-03-2020 | Hitnotering: (week 1 t/m 39) 30-03-2019 t/m 21-12-2019 Hitnotering: (week 40 t/m 48) 04-01-2020 t/m 29-02-2020 Hitnotering: (week 49 t/m 50) 21-03-2020 t/m 28-03-2020 |
| Week: | 1 | 2 | 3 | 4 | 5 | 6 | 7 | 8 | 9 | 10 | 11 | 12 | 13 | 14 | 15 | 16 | 17 | 18 |
| --- | --- | --- | --- | --- | --- | --- | --- | --- | --- | --- | --- | --- | --- | --- | --- | --- | --- | --- |
| Positie: | 97 | 69 | 12 | 1 | 1 | 1 | 3 | 2 | 3 | 2 | 1 | 1 | 3 | 3 | 5 | 4 | 4 | 4 |
| Week: | 19 | 20 | 21 | 22 | 23 | 24 | 25 | 26 | 27 | 28 | 29 | 30 | 31 | 32 | 33 | 34 | 35 | 36 |
| Positie: | 2 | 3 | 6 | 6 | 9 | 14 | 17 | 21 | 26 | 29 | 42 | 42 | 48 | 62 | 67 | 66 | 67 | 72 |
| Week: | 37 | 38 | 39 | | 40 | 41 | 42 | 43 | 44 | 45 | 46 | 47 | 48 | | 49 | 50 | | |
| Positie: | 72 | 54 | 80 | uit | 55 | 69 | 80 | 86 | 87 | 87 | 93 | 88 | 88 | uit | 97 | 100 | uit | |

### VlaamseUltratop 50
| Hitnotering: (week 1 t/m 33) 13-04-2019 t/m 23-11-2019 Hitnotering: (week 34) 14-12-2019 Hitnotering: (week 35 t/m 37) 28-12-2019 t/m 11-01-2020 | Hitnotering: (week 1 t/m 33) 13-04-2019 t/m 23-11-2019 Hitnotering: (week 34) 14-12-2019 Hitnotering: (week 35 t/m 37) 28-12-2019 t/m 11-01-2020 | Hitnotering: (week 1 t/m 33) 13-04-2019 t/m 23-11-2019 Hitnotering: (week 34) 14-12-2019 Hitnotering: (week 35 t/m 37) 28-12-2019 t/m 11-01-2020 | Hitnotering: (week 1 t/m 33) 13-04-2019 t/m 23-11-2019 Hitnotering: (week 34) 14-12-2019 Hitnotering: (week 35 t/m 37) 28-12-2019 t/m 11-01-2020 | Hitnotering: (week 1 t/m 33) 13-04-2019 t/m 23-11-2019 Hitnotering: (week 34) 14-12-2019 Hitnotering: (week 35 t/m 37) 28-12-2019 t/m 11-01-2020 | Hitnotering: (week 1 t/m 33) 13-04-2019 t/m 23-11-2019 Hitnotering: (week 34) 14-12-2019 Hitnotering: (week 35 t/m 37) 28-12-2019 t/m 11-01-2020 | Hitnotering: (week 1 t/m 33) 13-04-2019 t/m 23-11-2019 Hitnotering: (week 34) 14-12-2019 Hitnotering: (week 35 t/m 37) 28-12-2019 t/m 11-01-2020 | Hitnotering: (week 1 t/m 33) 13-04-2019 t/m 23-11-2019 Hitnotering: (week 34) 14-12-2019 Hitnotering: (week 35 t/m 37) 28-12-2019 t/m 11-01-2020 | Hitnotering: (week 1 t/m 33) 13-04-2019 t/m 23-11-2019 Hitnotering: (week 34) 14-12-2019 Hitnotering: (week 35 t/m 37) 28-12-2019 t/m 11-01-2020 | Hitnotering: (week 1 t/m 33) 13-04-2019 t/m 23-11-2019 Hitnotering: (week 34) 14-12-2019 Hitnotering: (week 35 t/m 37) 28-12-2019 t/m 11-01-2020 | Hitnotering: (week 1 t/m 33) 13-04-2019 t/m 23-11-2019 Hitnotering: (week 34) 14-12-2019 Hitnotering: (week 35 t/m 37) 28-12-2019 t/m 11-01-2020 | Hitnotering: (week 1 t/m 33) 13-04-2019 t/m 23-11-2019 Hitnotering: (week 34) 14-12-2019 Hitnotering: (week 35 t/m 37) 28-12-2019 t/m 11-01-2020 | Hitnotering: (week 1 t/m 33) 13-04-2019 t/m 23-11-2019 Hitnotering: (week 34) 14-12-2019 Hitnotering: (week 35 t/m 37) 28-12-2019 t/m 11-01-2020 | Hitnotering: (week 1 t/m 33) 13-04-2019 t/m 23-11-2019 Hitnotering: (week 34) 14-12-2019 Hitnotering: (week 35 t/m 37) 28-12-2019 t/m 11-01-2020 | Hitnotering: (week 1 t/m 33) 13-04-2019 t/m 23-11-2019 Hitnotering: (week 34) 14-12-2019 Hitnotering: (week 35 t/m 37) 28-12-2019 t/m 11-01-2020 | Hitnotering: (week 1 t/m 33) 13-04-2019 t/m 23-11-2019 Hitnotering: (week 34) 14-12-2019 Hitnotering: (week 35 t/m 37) 28-12-2019 t/m 11-01-2020 | Hitnotering: (week 1 t/m 33) 13-04-2019 t/m 23-11-2019 Hitnotering: (week 34) 14-12-2019 Hitnotering: (week 35 t/m 37) 28-12-2019 t/m 11-01-2020 | Hitnotering: (week 1 t/m 33) 13-04-2019 t/m 23-11-2019 Hitnotering: (week 34) 14-12-2019 Hitnotering: (week 35 t/m 37) 28-12-2019 t/m 11-01-2020 | Hitnotering: (week 1 t/m 33) 13-04-2019 t/m 23-11-2019 Hitnotering: (week 34) 14-12-2019 Hitnotering: (week 35 t/m 37) 28-12-2019 t/m 11-01-2020 | Hitnotering: (week 1 t/m 33) 13-04-2019 t/m 23-11-2019 Hitnotering: (week 34) 14-12-2019 Hitnotering: (week 35 t/m 37) 28-12-2019 t/m 11-01-2020 | Hitnotering: (week 1 t/m 33) 13-04-2019 t/m 23-11-2019 Hitnotering: (week 34) 14-12-2019 Hitnotering: (week 35 t/m 37) 28-12-2019 t/m 11-01-2020 |
| Week: | 1 | 2 | 3 | 4 | 5 | 6 | 7 | 8 | 9 | 10 | 11 | 12 | 13 | 14 | 15 | 16 | 17 | 18 | 19 | 20 |
| --- | --- | --- | --- | --- | --- | --- | --- | --- | --- | --- | --- | --- | --- | --- | --- | --- | --- | --- | --- | --- |
| Positie: | 29 | 7 | 2 | 1 | 1 | 1 | 1 | 1 | 1 | 1 | 1 | 1 | 1 | 1 | 2 | 3 | 3 | 3 | 5 | 4 |
| Week: | 21 | 22 | 23 | 24 | 25 | 26 | 27 | 28 | 29 | 30 | 31 | 32 | 33 | | 34 | | 35 | 36 | 37 | |
| Positie: | 3 | 3 | 6 | 10 | 13 | 16 | 20 | 24 | 35 | 37 | 40 | 47 | 48 | uit | 41 | uit | 46 | 43 | 46 | uit |

### VlaamseRadio 2 Top 30
| Hitnotering: 27-04-2019 t/m 12-10-2019 | Hitnotering: 27-04-2019 t/m 12-10-2019 | Hitnotering: 27-04-2019 t/m 12-10-2019 | Hitnotering: 27-04-2019 t/m 12-10-2019 | Hitnotering: 27-04-2019 t/m 12-10-2019 | Hitnotering: 27-04-2019 t/m 12-10-2019 | Hitnotering: 27-04-2019 t/m 12-10-2019 | Hitnotering: 27-04-2019 t/m 12-10-2019 | Hitnotering: 27-04-2019 t/m 12-10-2019 | Hitnotering: 27-04-2019 t/m 12-10-2019 | Hitnotering: 27-04-2019 t/m 12-10-2019 | Hitnotering: 27-04-2019 t/m 12-10-2019 | Hitnotering: 27-04-2019 t/m 12-10-2019 | Hitnotering: 27-04-2019 t/m 12-10-2019 |
| Week:                                  | 1                                      | 2                                      | 3                                      | 4                                      | 5                                      | 6                                      | 7                                      | 8                                      | 9                                      | 10                                     | 11                                     | 12                                     | 13                                     |
| -------------------------------------- | -------------------------------------- | -------------------------------------- | -------------------------------------- | -------------------------------------- | -------------------------------------- | -------------------------------------- | -------------------------------------- | -------------------------------------- | -------------------------------------- | -------------------------------------- | -------------------------------------- | -------------------------------------- | -------------------------------------- |
| Positie:                               | 18                                     | 15                                     | 6                                      | 6                                      | 9                                      | 6                                      | 8                                      | 5                                      | 6                                      | 4                                      | 3                                      | 4                                      | 6                                      |
| Week:                                  | 14                                     | 15                                     | 16                                     | 17                                     | 18                                     | 19                                     | 20                                     | 21                                     | 22                                     | 23                                     | 24                                     | 25                                     |                                        |
| Positie:                               | 4                                      | 4                                      | 5                                      | 4                                      | 5                                      | 2                                      | 4                                      | 7                                      | 9                                      | 12                                     | 20                                     | 30                                     | uit                                    |

## Remix met Billy Ray Cyrus
Op 5 april 2019 werd een remix van Old Town Road uitgegeven. Op deze versie is Lil Nas X samen met de Amerikaanse country-zanger Billy Ray Cyrus te horen.

### Achtergrond
Een dag na de uitgave van de originele versie van Old Town Road tweette Lil Nas X al dat hij het nummer met Billy Ray Cyrus zou willen opnemen. Nadat Billboard het nummer uit de Hot Country Songs-lijst had verwijderd, liet Cyrus zijn steun voor Lil Nas X merken via sociale media. De twee artiesten maakten naar aanleiding van de beslissing van Billboard samen de remix van Old Town Road.
De remix stond op 20 april 2019 bovenaan de Billboard Hot 100. De week ervoor stond de originele versie al op nummer een.

## Overige remixen
De Amerikaanse dj Diplo maakte een remix van de versie van Old Town Road met Lil Nas X en Billy Ray Cyrus. Deze remix kwam uit op 29 april 2019. Op 12 juli 2019 werd nog een remix uitgebracht, waarop naast Lil Nas X en Billy Ray Cyrus ook de Amerikaanse rapper Young Thug en de Amerikaanse zanger Mason Ramsey te horen zijn. Ramsey werd bekend door een video waarin hij jodelt in een Walmart. Een vierde remix werd uitgebracht op 25 juli 2019. Op deze versie, genaamd Seoul Town Road, zingt Lil Nas X met de Zuid-Koreaanse rapper RM van de band BTS.